# Stachys officinalis
Stachys officinalis, comummente conhecida como betónica (também grafada bentónica) ou cestro, é uma espécie de planta com flor, herbácea e rizomatosa, pertencente à família das lamiáceas e ao tipo fisionómico dos proto-hemicriptófito.
A autoridade científica da espécie é (L.) R.Trevis., tendo sido publicada em Prosp. fl. Eugan. 26. 1842.

## Etimologia
Do que toca ao nome comum «cestro», este provém do grego késtron, reportando-se à mesma planta. Quando ao nome «betónica», provém do latim, vettōnĭca, reportando-se, por igual, a esta planta. 
Relativamente ao nome científico:
- No que toca ao nome genérico, Stachys, provém do étimo grego clássico στάχυς e significa «espiga»[7], por alusão às inflorescências desta planta.
- Quanto ao epíteto específico, officinalis[8], provém do latim e alude às oficinas apotecárias, tratando-se de um epiteto comum das espécies às quais se reputavam qualidades medicinais.

## Portugal
Trata-se de uma espécie presente no território português, nomeadamente em Portugal Continental.

## Subespécies
Cliva-se nos seguintes táxones infraespecíficos:
- Stachys officinalis var. algeriensis - presente em Portugal Continental. Em termos de naturalidade é nativa da região atrás referida. Não se encontra protegida por legislação portuguesa ou da Comunidade Europeia.
- Stachys officinalis var. officinalis - presente em Portugal Continental. Em termos de naturalidade é nativa da região atrás referida. Não se encontra protegida por legislação portuguesa ou da Comunidade Europeia.